# Paracytheroma similis
Paracytheroma similis is een mosselkreeftjessoort uit de familie van de Cytheromatidae. De wetenschappelijke naam van de soort is voor het eerst geldig gepubliceerd in 1950 door Skosberg.